# 太陽觀測
太陽觀測是研究太陽及其行為以及與地球和太陽系其餘部分的關係的科學努力。幾千年前人類就開始了對太陽的仔細觀測。最初的直接觀測時代在17世紀被望遠鏡所取代，隨後在20世紀被人造衛星所取代。

## 史前
地層的資料表明，太陽週期至少已經持續發生了數億年；在前寒武紀沉積岩中量測季候泥（紋泥）揭示了與週期相對應的層厚度與重複的峰值。地球上早期的大氣層對太陽輻射可能比今天更敏感，因此在太陽黑子活動更頻繁的年份可能會發生更大的冰川融化（和更厚的沉積物沉積）。
這將假定為每年度分層；然而，也有人提出了其它的解釋（晝夜）。
對樹木年輪的分析揭示了過去太陽週期的詳細情况：樹木年代測定放射性碳的濃度可以重建11,400年的太陽黑子活動。

## 早期觀察
自巴比倫尼亞時代以來，太陽活動和相關事件就被定期記錄下來。西元前8世紀，他們描述了日食，並可能根據命理學的規則預測日食。現存最早的太陽黑子報告可以追溯到中國的《易經》（西元前800年）。書中使用的短語為「日中見斗」和「日中見沫」，其中「斗」和「沫」會變暗或模糊（根據上下文）。中國的天文學家經常在皇帝的要求下進行觀測，而且不是獨立地進行觀測。
西方文獻中第一次明確提到太陽黑子是在西元前300年左右，由古希臘學者泰奧弗拉斯托斯做出的，他是柏拉圖和亞里斯多德的學生，也是後者的繼任者。西元807年3月17日，本篤會僧侶阿德爾姆斯觀測到一個巨大的太陽黑子，持續了八天；然而，阿德爾姆斯錯誤地得出結論，他正在觀測水星的凌日。
現存最早的有意識觀測太陽黑子的記錄可以追溯到西元前364年，基於中國天文學家甘德在星表中的評論。到西元前28年，中國天文學家定期在官方的皇家文獻中記錄太陽黑子的觀測結果。
西元813年，查理曼大帝去世前不久，觀測到了一個巨大的太陽黑子。伍斯特的約翰描述1129年的太陽黑子活動由，埃弗羅斯在12世紀後期的太陽黑子進行了描述；然而，這些觀測結果也被誤解為行星凌日。
拜占庭歷史學家獅子·迪亞科努斯首次明確提到了日冕。他寫到他在君士坦丁堡（今土耳其伊斯坦布爾）經歷的968年12月22日的日全食：
在這一天的第四個小時 ...黑暗籠罩著大地，所有夠明亮的星星都閃耀著光芒。而且可以看到太陽的圓盤，暗淡而不發光，但還有一種暗淡而微弱的光芒，就像一條窄帶在圓盤邊緣圍成一圓圈閃耀著。——獅子·迪亞科努斯

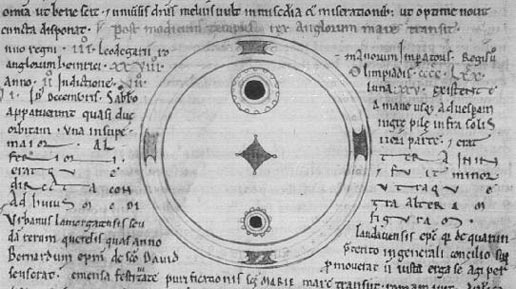
伍斯特的約翰編年史中的一幅太陽黑子圖

已知最早的太陽黑子繪圖記錄是伍斯特的約翰在1128年創作的。
羅馬皇帝洛塔爾三年，英國國王亨利二十八年... 12月8日星期六，從早上一直到晚上，有兩個黑色的球體映襯在太陽上。——伍斯特的約翰，伍斯特約翰編年史, 引用於亞伯特·范·赫爾登, 1996.
另一個早期觀測是在諾夫哥羅德第一編年史中描述的1185年的太陽日珥。
傍晚時分，出現了日食。天空越來越暗，看到了星星... 太陽在外觀上變得與月球相似，從它的角出現有點像活著的餘燼。——諾夫哥羅德第一編年史 

## 17世紀和18世紀

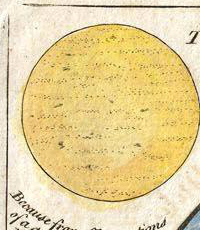
1794年撒母耳·鄧恩地圖中的太陽黑子。

焦爾達諾·布魯諾和約翰尼斯·克卜勒提出了太陽繞軸旋轉的觀點。英國天文學家托馬斯·哈里奧特於1610年12月18日（公曆，英國尚未採用）首次用望遠鏡觀測到太陽黑子，記錄在他的筆記本上。1611年3月9日（格曆，東弗里西亞也尚未採用），弗里斯蘭醫學生Johann Goldsmid（拉丁譯名約翰內斯·法布里奇烏斯）觀測到了它們，隨後他與牧師兼天文學家的父親大衛·法布里奇烏斯合作，進行了進一步的觀測，並於1611年6月在一本小册子中發表了描述。法布里奇烏斯使用暗箱望遠鏡來更好地觀察太陽盤面，並且像哈里奧特一樣在日出後不久和日落前不久進行觀測。約翰內斯是第一個意識到太陽黑子揭示太陽自轉的人，但他於 1616 年 3 月 19 日去世，享年 26 歲，一年後他的父親也去世。 一些科學家，如約翰尼斯·克卜勒、西門·馬里烏斯和邁克爾·梅斯特林，都知道法布里奇烏斯的早期太陽黑子工作，事實上，克卜勒在他的著作中反覆提到。然而，就像哈里奧特一樣，他們的工作在其他方面並不為人所知。幾乎可以肯定，伽利略·伽利萊與哈里奧特（Harriot）同時開始望遠鏡觀測，因為他在1609年聽說荷蘭的專利後製造了他的第一架望遠鏡，而且他之前曾設法用肉眼觀察太陽黑子。據報導，他還向羅馬的天文學家展示了太陽黑子，但我們沒有日期的記錄。我們從伽利略那裡得到的太陽黑子望遠鏡觀測記錄直到1612年才開始，因為當時它們的品質和細節是前所未有的，因為那時他已經開發了望遠鏡設計並大大增加了它的放大倍率。同樣的，克里斯多夫·沙伊納可能一直在使用他自己設計與改進的太陽望遠鏡來觀察這些斑點。伽利略和沙伊納都不知道哈里奧特或法布里奇烏斯的工作，他們爭奪這一發現的功勞。1613年，伽利略在《太陽黑子的信》中駁斥了沙伊納1612年關於太陽黑子是水星軌道內行星的說法，表明太陽黑子是太陽表面的特徵。
儘管直到20世紀才發現太陽黑子的物理，但觀測仍在繼續。17世紀，由於太陽黑子數量較少，這一研究受到了阻礙，現在人們認為這是一個長期的低太陽活動期，即蒙德極小期。到了19世紀，足够的太陽黑子記錄使研究人員能够推斷出太陽黑子活動週期的週期性。1845年，亨利和亞歷山大用熱電堆觀測了太陽，並確定太陽黑子比周圍地區發射的輻射更少。後來從太陽光斑觀測到發射出高於平均水準的輻射。
太陽黑子在關於太陽系性質的爭論中具有一定的重要性。它們表明太陽的自轉，它們的消長表明太陽發生了變化，這與亞里斯多德的觀念相左。亞里斯多德曾教導所有天體都是完美的、不變的球體。
1650年至1699年間很少有太陽黑子的記錄。後來的分析表明，問題是太陽黑子數量減少，而不是觀測失誤。在古斯塔夫·史波勒的工作基礎上，安妮·蒙德和愛德華·蒙德認為太陽已經從一個太陽黑子幾乎消失的時期轉變為從1700年開始的太陽黑子週期的更新。除了對沒有太陽週期的理解之外，還有對極光的觀測，除了在最高的磁緯度地區外，它們同時也不存在。
1715年之前也注意到在日食期間沒有日冕。
1645年至1717年的低太陽黑子活動期後來被稱為"蒙德極小期"。約翰·赫維留、讓·皮卡德和喬瓦尼·多梅尼科·卡西尼等觀察家證實了這一變化。

## 19世紀

### 太陽光譜學
在1800年威廉·赫雪爾檢測到紅外輻射和約翰·威廉·裏特檢測到紫外線輻射之後，威廉·海德·沃拉斯頓注意到通過玻璃稜鏡觀察時，注意到在太陽光譜中出現了暗線。稍後，約瑟夫·夫朗和斐在1814年也獨立發現了這些線，並以他的名字命名為夫朗和斐譜線，1817年開啟了太陽光譜學。其他物理學家發現，太陽大氣層的性質可以通過它們來確定。推動光譜學發展的著名科學家有大衛·布儒斯特、古斯塔夫·克希荷夫、羅伯特·威廉·本生和安德斯·埃格斯特朗 。

### 太陽週期

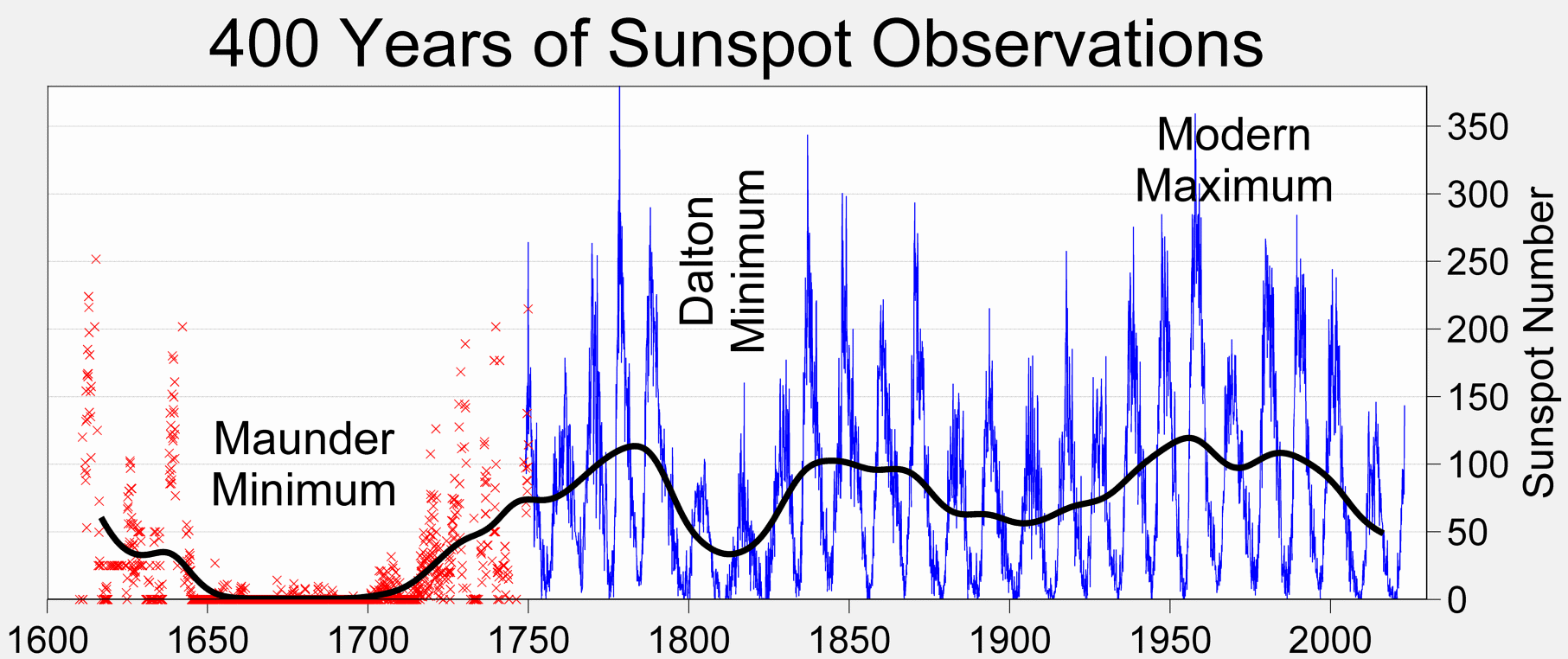
太陽黑子數的400年歷史資料。

1826年至1843年間，海因利希·史瓦貝首次觀測到太陽黑子數量的週期性變化。
魯道夫·沃夫研究了歷史記錄，試圖建立太陽變化的歷史。他的數據只延伸到1755年。1848年，他還建立了一個太陽黑子相對數公式，用不同的設備和方法來比較不同天文學家的工作，現在被稱為沃夫（或蘇黎世）太陽黑子數。
古斯塔夫·史波勒後來提出，1716年之前的70年期間，很少觀測到太陽黑子，這是沃夫無法將週期延長到17世紀的原因。
同樣在1848年，約瑟·亨利將太陽的影像投影到營幕上，並確定太陽黑子比周圍的表面更冷。
1852年左右，艾德華·色賓、沃夫、讓-阿爾弗雷德·高蒂爾和拉蒙特的約翰獨立發現了太陽週期和地磁活動之間的聯系，引發了對太陽和地球之間相互作用的首次研究。
在十九世紀下半葉，理查·克里斯多福·卡林頓和史波勒獨立地注意到，隨著週期的發展，太陽黑子活動向太陽赤道遷移。這種模式以所謂的蝴蝶圖的形式最為直觀，最早由愛德華·沃爾特·蒙德和安妮·羅素·蒙德在20世紀初構建（見圖）。太陽的影像被以緯度劃分，並計算太陽黑子在表面分布的月平均數。它被垂直繪製為一個彩色編碼條，並逐月重複該過程以生成時間序列圖

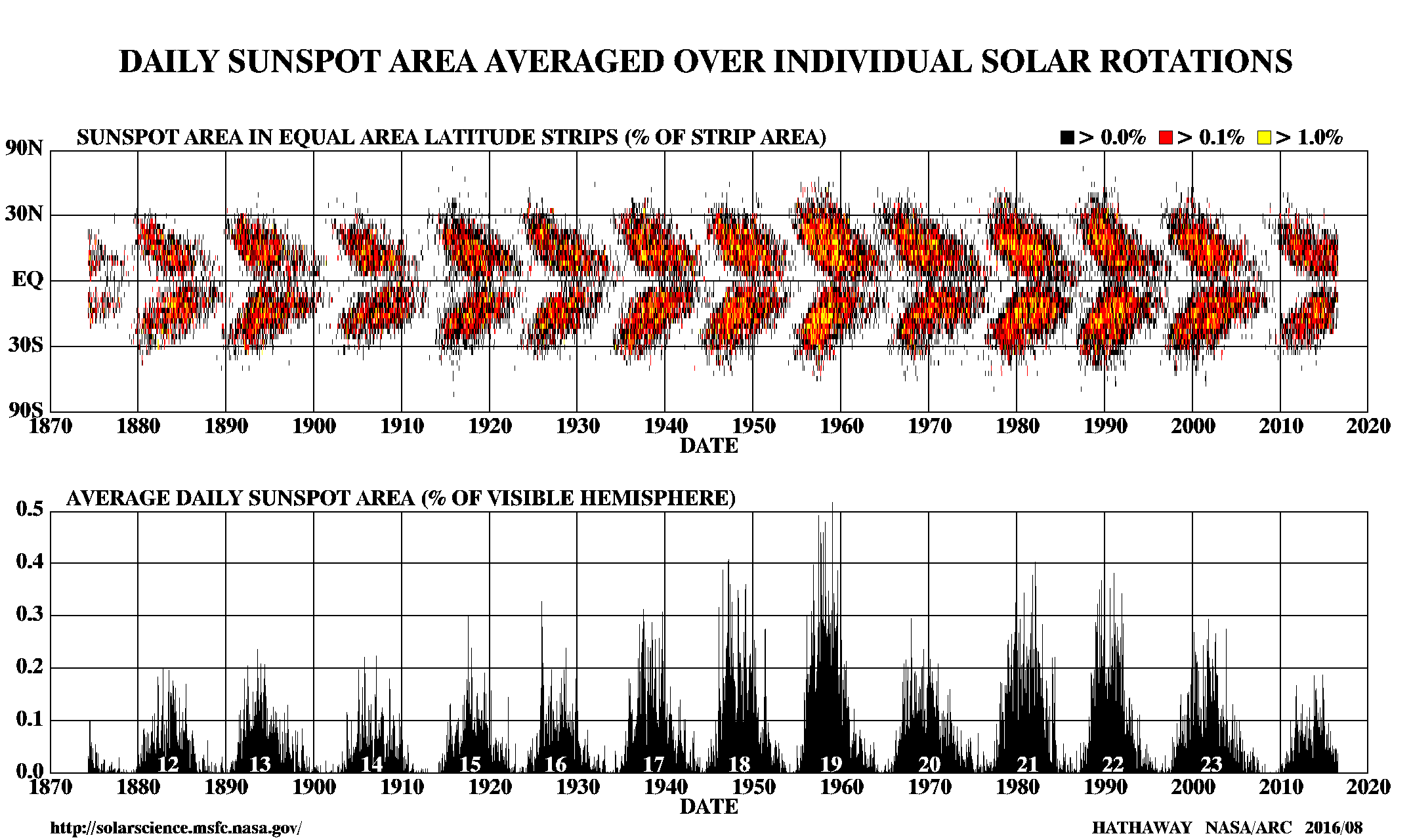
太陽黑子蝴蝶圖。這個現代版本是由NASA馬歇爾太空飛行中心的太陽組建造的（並定期更新）。

半個世紀後，哈羅德和霍勒斯·W·巴布科克父子的團隊表明，即使在太陽黑子之外，太陽表面也被磁化了； 這個較弱的磁場是一階偶極；並且這個偶極子以與太陽黑子週期相同的週期經歷極性反轉（見下圖）。這些觀測結果表明，太陽週期是展開在整個太陽上的一個時空磁過程。.

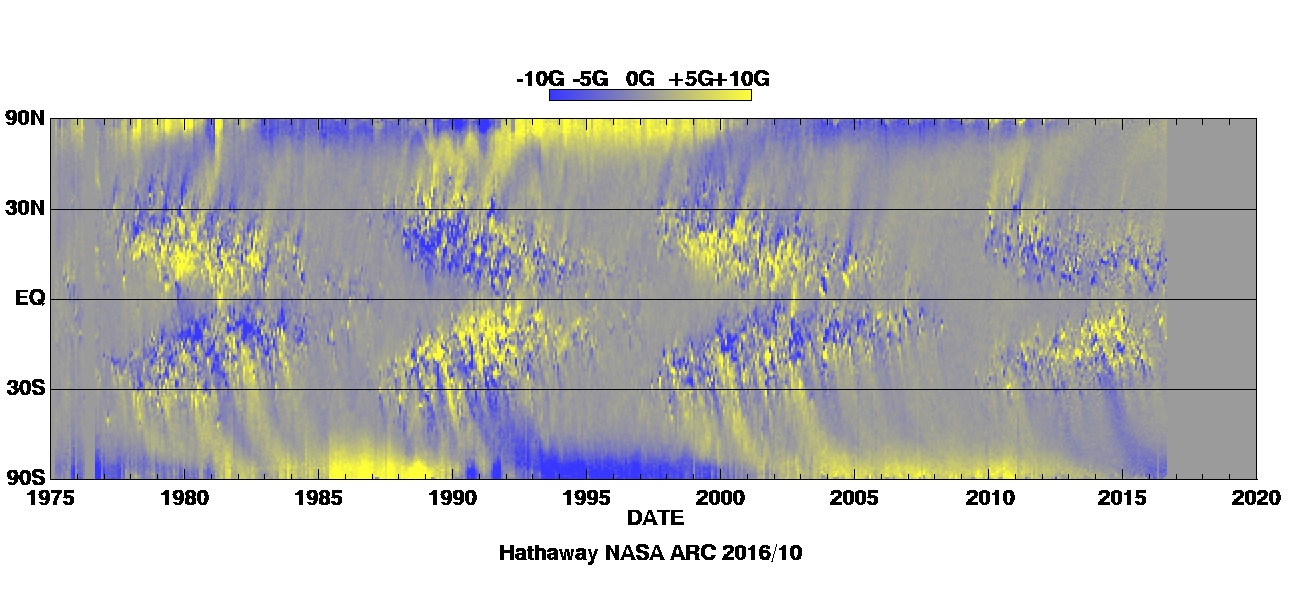
在連續的太陽自轉中，平均太陽磁場徑向分量的時間與太陽緯度圖。太陽黑子的「蝴蝶」特徵在低緯度地區清晰可見。圖由美國國家航空暨太空總署的馬歇爾太空飛行中心太陽組繪製並定期更新。

### 照相術
1845年4月2日，法國物理學家阿爾芒·斐索和里昂·傅科首次拍攝到太陽。太陽黑子，以及周邊昏暗效應，在它們的銀版中都可見到。攝影幫助研究了日珥、太陽的米粒和光譜學。查理斯·A·楊於1870年首次拍攝到日珥。日食也被拍攝到，最有用的早期影像是1851年由伯科夫斯基（Berkowski）拍攝的，德拉魯的團隊也在1860年在西班牙拍攝到。

### 自轉
在1858年，理查·C·卡林頓和史波勒獨立確定與估計的太陽自轉週期在25到28天之間。他們發現，在每個週期中，多數太陽黑子的緯度從40°下降到5°，而在高緯度地區，太陽黑子的旋轉的速度較慢。太陽的自轉隨緯度的變化而變化，因此其外層必須是流動的。在1871年，赫爾曼·沃格爾和卜久之後的查理斯·奧古斯都·楊在光譜學上證實了這一點。尼爾斯·杜奈爾在19世紀80年代的光譜觀測顯示，太陽赤道較快的區域和極地較慢的區域之間有30%的差異。

### 太空天氣
第一個現代的，明確描述太陽閃焰和日冕巨量噴發的記錄分別發生在1859年和1860年。1859年9月1日，理查·C·卡林頓在觀測太陽黑子時，在一組太陽黑子中看到了越來越亮的光斑，然後這些光斑在幾分鐘內變暗，並穿過該區域。R·霍奇森也報導了這一事件，是對太陽閃焰的描述。1860年7月18日的日全食引起了人們的廣泛關注，畫出了許多與現代日冕巨量噴發觀測相對應的特徵。
幾個世紀以來，人們注意到太陽變化對地球的影響，但並不瞭解。例如，極光的顯示長期以來一直在高緯度地區被觀察到，但沒有被與太陽聯繫在一起。
1724年，喬治·格雷厄姆 (鐘錶匠)報告稱，磁羅盤的指針每天都會經常偏離磁北。最終在1882年，鮑爾·斯圖爾特將這種效應歸因於在電離層和磁層中流動的架空電流，並於1889年由亞瑟·舒斯特通過對磁觀測數據的分析證實了這一觀點。

1852年，官拜英國少將的天文學家艾德華·色賓表明，地球上發生磁暴的概率與太陽黑子的數量有關，從而證明了一種新的日地相互作用。1859年，一場巨大的磁暴造成了明亮的極光展現，並擾亂了全球的電報操作。理查·卡林頓正確地將風暴與他前一天在一個大型太陽黑子群附近觀察到的太陽閃焰聯繫起來，從而證明特定的太陽事件可能會影響地球。
克里斯蒂安·伯克蘭通過在實驗室中創造人造極光來解釋極光的物理，並預測了太陽風。

## 20世紀

### 天文台
20世紀初，美國對天體物理學的興趣日益濃厚，並建造了多個天文臺。:320於1904年安裝在加利福尼亞州的威爾遜山天文臺的太陽望遠鏡以及太陽天文台，:324以及在20世紀30年代的麥克瑪斯-胡伯特天文臺。世界其他地區的興趣也在增長，世紀之交在印度建立了科代卡納爾太陽天文台，愛因斯坦塔於1924年在德國開始運作，以及1930年日本國立天文台的太陽塔望遠鏡。
1900年左右，研究人員開始探索太陽變化與地球天氣之間的聯繫。史密松天體物理台（SAO）指派查理斯·艾博特及其團隊探測太陽輻射的變化。他們首先發明了量測太陽輻射的儀器。後來，當艾博特擔任SAO負責人時，他們在智利的卡拉馬建立了一個太陽站，以補充威爾遜山天文臺的數據。他在273個月海爾週期內檢測到27個諧波週期，包括7個月、13個月和39個月的模式。他通過將一個月內相對的太陽趨勢與相對的都市溫度和降水趨勢相匹配等管道來尋找與天氣的聯繫。隨著樹木年代學的出現，格洛克等科學家試圖將樹木生長的變化與太陽的週期性變化聯繫起來，並從千禧年尺度年表的類似變化中推斷出太陽常數的長期變化。

### 日冕儀
因為只有在罕見的日全食期間才能看到日冕，因此直到20世紀30年代，人們對太陽日冕的瞭解幾乎沒有進展。1931年，貝爾納·費迪南·李奧發明了日冕儀，這是一種帶有附件的望遠鏡，可以阻擋來自太陽盤面直射的光，從而可以在白天對日冕進行研究。

### 太陽單色光照相儀
美國天文學家喬治·海爾在就讀麻省理工學院的大學生時期發明了太陽單色光照相儀，並用它發現了太陽渦旋。1908年，海爾使用改良的太陽單色光照相儀，展現出每當視野區域經過太陽盤面上的太陽黑子時，氫的光譜都會出現塞曼效應。這是太陽黑子基本上是磁現象的第一個迹象，磁現象以相反的極性對出現。海爾e隨後的工作表明，太陽黑子的磁極呈東西向排列的强烈趨勢，在太陽赤道上呈鏡像對稱； 並且每個半球的太陽黑子磁極從一個太陽週期轉換到下一個太陽周期時磁性會反轉。太陽黑子磁場的這種系統性質現在通常被稱為“海爾定律”，或者在許多情况下只是「海爾定律」。

### 太陽電波暴
無線電的引入揭示了極端靜止或譟音的時期。在1942年的一次大型太陽活動中，嚴重的雷達干擾導致了太陽電波暴的發現。

### 人造衛星
許多位於地球軌道或日球層的人造衛星都部署了各種太陽望遠鏡和儀器，用於粒子和場的「現場」量測。太空實驗室，一個著名的大型太陽觀測設施，是在國際地球物理年運動和美國國家航空暨太空總署設施的推動下發展出來的。在一份不完整的清單中，其它太空探測器包括OSO系列、SMM、陽光號衛星、SOHO、ACE、TRACE和 SDO等；還有其它探測器（如信使號、費米和NuSTAR）通過單獨的儀器進行了太陽量測。
通過對太陽極大期任務衛星（1980年發射）上的ACRIM1實驗進行的總日照強度（TSI）的量測，證實了磁活動區域對太陽輻射熱的調製以及更微妙的影響。這些調製後來在1978年的尼姆布斯7號衛星上發射的ERB實驗結果中得到了證實。ACRIM-3和其他衛星繼續進行衛星觀測。

### 量測代理
在過去的三個週期中，直接日照強度的量測是由多顆觀測衛星組成的。然而，日照強度測量值和其它的太陽活動之間的相關性，使得對早先週期的太陽活動進行估計是合理的。這些代理中最重要的是自1610年以來記錄的太陽黑子觀測記錄。因為大氣層對10.7釐米這種波長是透明的，波長10.7釐米的太陽電波發射提供了另一種可以從地面量測的替代物。
其它代理數據——比如宇宙成因核素同位素的豐度——已經被用來推斷幾千年來的太陽磁活動，進而推斷可能的亮度。
總日照強度的變化是太陽黑子變化或電波發射無法預測的。這些偏移可能是衛星校準不準確的結果。日照強度可能存在長期趨勢。

### 其它發展
直到20世紀90年代，太陽一直是唯一一顆表面被解析的恆星。其他主要成就包括對：
- X射線發射環
- 日冕和太陽風
- 太陽亮度隨活動水準的變化以及對其它太陽型恆星驗證這種的影響。
- 在像太陽這樣的恆星的可見表面，磁場強烈的纖維狀態。
- 根據上升的方位通量束的動力學推斷，在對流層的底部可能是以某種原纖維的形式，存在0.5×105到1×105高斯的磁場。
- 來自太陽核心的低水準電子微中子發射[47]。

## 21世紀

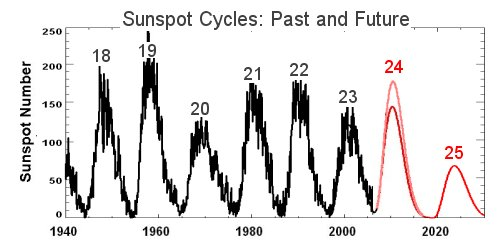
美國國家航空暨太空總署2006年的預測。在2010/2011年，太陽黑子數量預計將達到最大值，但實際上在2010年仍處於最小值。

衛星儀器觀測到的最强的閃焰始於2003年11月4日協調世界時19:29，儀器飽和了11分鐘。據估計，486區產生的X射線通量分類為X28。全像圖和視覺觀測表明，在太陽背面時仍有顯著的活動。
在21世紀第一個十年的後半段進行的太陽黑子和紅外光譜線量測表明，太陽黑子活動可能再次消失，可能導致新的極小值。從2007年到2009年，太陽黑子的水準遠低於平均水準。在2008年，有73%的時間太陽表面是沒有黑子的，即使在太陽活動極小期，這也是極端的。只有1913年更為明顯，那一年85%的時間沒有太陽黑子。太陽持續萎靡不振一直到2009年12月中旬，然後出現了數年來最大的太陽黑子群。即便如此，太陽黑子的水準仍然遠低於最近週期的水準。
2006年，美國國家航空暨太空總署預測，下一個太陽黑子最大值將在2011年左右達到150到200（比第23太陽週期強30–50% ），隨後是 2022 年左右的微弱極大期。然而，2010年的太陽黑子仍處於週期的極小期，而當時它本應接近極大期，這表明了它不同尋常的衰減。
第24太陽週期的極小期發生在2008年12月左右，下一個最大值預計將在2013年5月左右達到90太陽黑子數。太陽北半球的月平均黑子數在2011年11月達到峰值，而南半球似乎在2014年2月才達到峰值，達到了102的月平均峰值。隨後的幾個月下降到70左右（2014年6月）。2014年10月，太陽黑子AR12192成為自1990年以來觀測到的最大太陽黑子。從這個太陽黑子噴發的閃焰被歸類為X3.1級太陽風暴。
美國國家太陽天文台（NSO）和美國空軍研究實驗室（AFRL）的獨立科學家在2011年預測，第25太陽週期將大為衰減，或者根本不會發生。

## 外部連結
- Willson, Richard C.; H.S. Hudson. . Nature. 1991, 351 (6321): 42–4. Bibcode:1991Natur.351...42W. S2CID 4273483. doi:10.1038/351042a0.
- Foukal, Peter;  et al. . Astrophysical Journal. 1977, 215: 952. Bibcode:1977ApJ...215..952F. doi:10.1086/155431.
- Stetson, H.T. . New York: McGraw Hill. 1937.
- Yaskell, Steven Haywood. . Trafford Publishing. 2012-12-31. ISBN 978-1-4669-6300-9.
- NOAA / NESDIS / NGDC (2002) Solar Variability Affecting Earth （页面存档备份，存于） NOAA CD-ROM NGDC-05/01. This CD-ROM contains over 100 solar-terrestrial and related global data bases covering the period through April 1990.
- Solanki, S.K.; Fligge, M. . Wilson, A.  (编).  463. ESA Publications Division. 2001: 51–60. Bibcode:2000ESASP.463...51S. ISBN 9290926937. ESA SP-463. |journal=被忽略 (帮助)
- Solanki, S.K.; Fligge, M. . Space Science Reviews. 2000, 94 (1/2): 127–38. Bibcode:2000SSRv...94..127S. S2CID 117772676. doi:10.1023/A:1026754803423.
- Recent Total Solar Irradiance data （页面存档备份，存于） updated every Monday